# Labatt Open
Labatt Open foi um torneio masculino de golfe no PGA Tour, que foi disputado no Canadá em meados da década de 1950 e foi patrocinado pela empresa Labatt Brewing. Decorreu em vários campos de golfe. 

## Campeões
- 1957 Paul Harney[1]
- 1956 Billy Casper
- 1955 Gene Littler
- 1954 Bud Holscher
- 1953 Doug Ford